# كأس الكؤوس الأوروبية 1964–65
كأس الكؤوس الأوروبية 1964–65 هو الموسم 5 من  كأس الكؤوس الأوروبية. أقيم خلال الفترة سبتمبر 1964 وحتى 19 مايو 1965، والذي يشرف على تنظيمه الاتحاد الأوروبي لكرة القدم، وكان عدد الأندية المشاركة فيه  30، وفاز فيه وست هام يونايتد.

## نتائج الموسم
| المركز | فريق            | لعب | ف | ت | خ | له | عليه | ف.أ | نقاط | ملاحظة |
| ------ | --------------- | --- | - | - | - | -- | ---- | --- | ---- | ------ |
|        | وست هام يونايتد |     |   |   |   |    |      |     |      |        |